# Argyrogrammana holosticta
Argyrogrammana holosticta är en fjärilsart som beskrevs av Frederick DuCane Godman och Osbert Salvin 1878. Argyrogrammana holosticta ingår i släktet Argyrogrammana och familjen Riodinidae. Inga underarter finns listade i Catalogue of Life.